# Filippo Patella
Filippo Patella (Agropoli, 25 marzo 1817 – Napoli, 11 gennaio 1898) è stato un presbitero e patriota italiano.

## Biografia
Filippo Patella svolse i suoi studi in seminario e, presi i voti, fu subito nominato parroco del suo paese, dove si dedicò anche all'insegnamento. Negli stessi anni fu affascinato dal pensiero mazziniano e, come molti altri sacerdoti meridionali ispirati dalle idee liberali e democratiche, si iscrisse giovanissimo alla Giovine Italia. La sua notevole attività nel Cilento gli valse la nomina tra i membri del Comitato Nazionale e, di conseguenza, ad avere corrispondenze dirette con Giuseppe Mazzini, che gli affidò l'organizzazione del movimento rivoluzionario in quel circondario. Per la sua fede repubblicana e democratica fu perseguitato e sorvegliato dalle autorità borboniche. Partecipò ai moti del 1848 nel Cilento ed alla campagna di Roma del 1849, dove combatté sotto gli ordini di Giuseppe Garibaldi gli venne conferito il grado di Maggiore.
Dopo la sconfitta della Repubblica Romana tornò a Napoli, dove visse per qualche tempo nascosto in casa di persone fidate per non essere scoperto dalla polizia borbonica. Qualche tempo dopo riuscì ad imbarcarsi su una nave da guerra francese e a raggiungere Genova. Fu esule in Francia e nel nord Italia, dove fece il professore di Italiano, latino e greco fino a quando apprese che Garibaldi si accingeva a capitanare una spedizione nell'Italia meridionale. Patella accorse subito a Genova ed il 5 maggio 1860 salpò dallo scoglio di Quarto con i “Mille”. In Sicilia si distinse nella battaglia di Calatafimi, dove combatté al fianco di Nino Bixio, ed anche nella presa di Palermo e Milazzo. Raggiunta Napoli, partecipò alla battaglia del Volturno e venne nominato colonnello. Per i suoi atti di eroismo fu insignito della medaglia al valore militare.
Dopo lo scioglimento dell'Esercito Meridionale e la partenza di Garibaldi per Caprera, Patella tornò a Napoli e riprese l'insegnamento nei licei. Fu nominato preside del liceo Umberto I di Napoli, dove rimase per venticinque anni e chiuse la sua carriera di educatore nel 1890. Morì l'11 gennaio 1898.